# Štafle

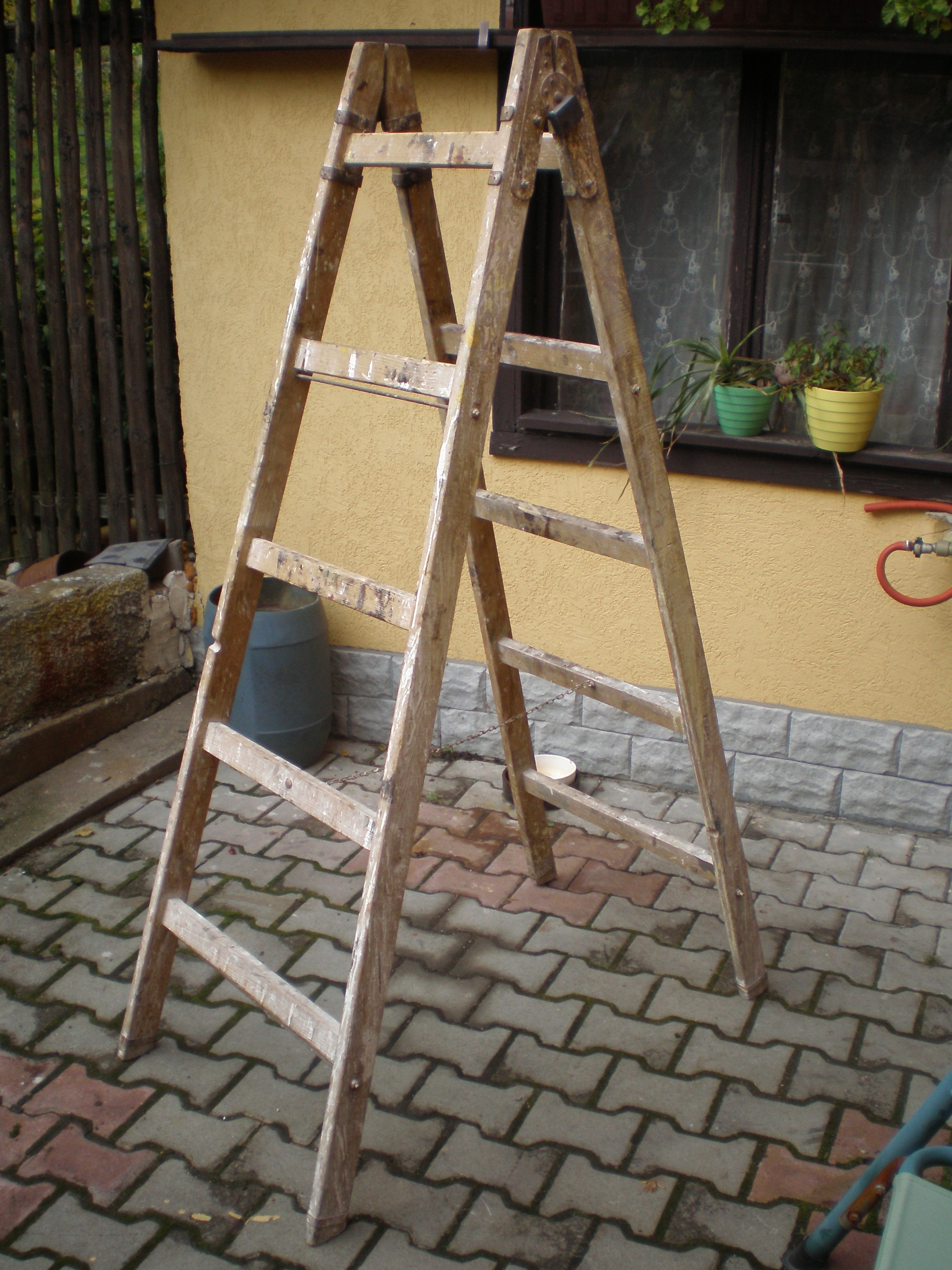
Dřevěné malířské štafle

Štafle (skládací žebřík) jsou pracovní pomůckou pro práce v nižších výškách ~2 m ale i ~4 m. Jsou to dva samostatné žebříky na horním konci navzájem spojené pantem. Toto konstrukční uspořádání pak způsobuje, že u štaflí není potřeba pevná opěra tak jako je tomu u běžného žebříku. Štafle se hodí pouze do terénu s rovným povrchem, nejsou použitelné v terénu s nerovným povrchem.

## Využití
Štafle mají široké využití. Jsou důležitou pomůckou například pro malíře pokojů, kteří dokonce dokáží na štaflích chodit a nemusejí tím pádem slézat dolů pokaždé, když potřebují štafle o kousek posunout. Své uplatnění mají např. v zahradnictví při česání ovoce nebo při výměně žárovek a zářivek v místnostech s vysokým stropem a dalších činnostech.
Používají je také fotografové při potřebě záběru z větší výšky.

## Názvosloví
- Štěřiny – název pro postranní části žebříku
- Příčle – název pro spojovací části mezi štěřinami, po nichž se vystupuje

Jazyková zajímavost: v češtině se toto slovo ze staré němčiny udrželo dodnes, v dnešním Německu už dávno zaniklo a neznají ho tam ani malíři pokojů. Užívají výrazu "Stehleiter" - stojící žebřík.